# Shire hest
 For alternative betydninger, se Shire.
Shire eller Shire hest er verdens største hesterace. Den er koldblod og opdrætten startede i the Shires og stammer fra den engelske the Great Horse, som igen stammer fra de store tunge heste, som kom til England efter de normanniske erobringer efter Slaget ved Hastings i 1066.
Shire er den højeste og tungeste hest. Højden er normalt over 180 cm og vægten mindst 800 kg og ofte over 1.100 kg.
Shire hestens styrke – den har en trækkraft på op til fem ton – og dens stabile og gode sind gjorde, at den var særdeles udbredt som trækhest i industrien, landbruget og til transport. 
I nyere tid bruges shire hest mest som skovhest, til kørsel og forskellige opvisninger.

## Galleri
- Shirehest

### Eksterne link
- Shire foreningen i Danmark Arkiveret 2. august 2011 hos  Wayback Machine

| Dyr | Spire Denne artikel om dyr er en spire som bør udbygges. Du er velkommen til at hjælpe Wikipedia ved at udvide den. |